# هرناندو تلز
اِرناندو تِیِس (به اسپانیایی: Hernando Téllez) (۲۲ مارس ۱۹۰۸ – ۱۹۶۶) روزنامه‌نگار، منتقد و نویسنده کلمبیایی. تولد و تحصیل او در بوگوتا بوده و خیلی زود وارد دنیای روزنامه‌نگاری شده‌است که در معروفترین نشریات کلمبیا کار کرده‌است. در سال ۱۹۵۰ با انتشار مجموعه داستان کوتاه Cenizas para el viento (خاکسترهایی برای باد) معروفیت بیشتری پیدا کرد. داستانهای غم‌انگیز او بر پایه مشاهداتش از زندگی در کشورش ناشی می‌شود.

## حرفه
در زمان حیات تِیِس کلمبیا دچار چندین جنگ و دیکتاتوری که La Violencia ("خشونت") نام دارد شد. تِیِس، که در رشته تاریخ تحصیل می‌کرد از سه قیام قرن ۱۹ که باعث تقسیم کلمبیای بزرگ به کشورهای کلمبیا، ونزوئلا و اکوادور شد آگاه بود. تلز در مجلس کلمبیا خدمت می‌کرد.
شاید معروفترین اثر تِیِس Espuma y nada más (کف و هیچ چیز دیگری) بوده باشد. این داستان که در دبیرستان‌های آمریکایی که زبان اسپانیایی را آموزش می‌دهند شهرت فراوانی دارد. این داستان روایتگر آرایشگری است که در حین اصلاح فرمانده نظامی واحدی است که چند تن از رفقایش توسط این فرمانده تعقیب و کشته شده‌اند و آرایشگر دچار درگیری‌های درونی با خود است. آرایشگر مردد است که گلوی این فرمانده را با تیغ آرایشگری اش ببرد یا به بهترین شکلی که معروف است او را اصلاح کند. در پایان آرایشگر تصمیم می‌گیرد که کارش را با کف صابون یا "espuma y nada más" تمام کند. هنگامی که اصلاح تمام می‌شود و کاپیتان آنجا را ترک می‌کند از گوشه و کنار می‌شنود به کاپیتان گفته بودند که آرایشگر او را خواهد کشت و حضور کاپیتان هم برای این بوده که خودش پی به صحت این موضوع ببرد.

## داستان
- Espuma y nada más (کف و دیگر هیچ)، این داستان در ایران توسط اکرم پدرام نیا به فارسی ترجمه شده‌است.
- خاکستر و باد و داستان‌های دیگر[۱]